# Boeing Model 306
El Boeing Model 306 fue una designación dada a una serie de aviones redactada en 1935, que no alcanzó ni el estado de diseño ni el de producción. Incluía el Bombardero Model 306, el Hidrocanoa Model 306, y el Avión de Pasajeros Model 306A.

## Diseño
En 1935, Boeing redactó varias configuraciones de aviones basadas libremente tanto en la investigación del Boeing XB-15 como la experiencia con el avión clíper Boeing 314. Cada diseño era una variante "sin cola" de estos modelos existentes en una disposición de ala volante, o una extensión creativa del tema. Todos presentaban alerones/elevadores extendidos de borde de fuga, que podían realizar su función sin interferir las características del ala. Las alas tenían una flecha constante de unos 35 grados. La inmadurez de los diseños es evidente en los dibujos del hidrocanoa, que no presenta ni flotadores laterales ni aletas estabilizadores para mantener el avión vertical en el agua. Cada diseño terrestre presentaba tren de aterrizaje triciclo como característica, cuando las configuraciones de rueda de cola eran las estándares en la época.

## Variantes
Boeing Model 306
Bombardero pesado con un parecido familiar al Boeing XB-15, proponiendo el uso de motores Allison V-1710.
Boeing Model 306 Hidrocanoa
Hidrocanoa con fuselaje similar al Boeing 314, proponiendo el uso de motores Allison V-1710.
Boeing Model 306A Avión de Pasajeros
Diseño único de avión de pasajeros, proponiendo el uso de cuatro radiales Pratt & Whitney S1EG Hornet emparejados en configuración impulsora-propulsora.

## Especificaciones

### Características generales
- Tripulación: Diez.
- Longitud: 18,29 m
- Envergadura: 42,67 m
- Planta motriz: 4× motor lineal V-12 refrigerado por líquido Allison V-1710. cada uno.

### Rendimiento
- Alcance: 8046,72 km

### Armamento
- Ametralladoras: 

  - 2 de 12,7 mm
  - 2 de 7,62 mm
- Bombas: 2041,17 kg

### Secuencias de designación
- Secuencia Numérica (interna de Boeing): ←  294 - 299 - 300 - 306 - 307 - 314 - 316 →